# Passeport luxembourgeois
Le passeport luxembourgeois (en luxembourgeois : Lëtzebuergesche Pass ; en allemand : Luxemburger Reisepass) est un document de voyage international délivré aux ressortissants luxembourgeois, et qui peut aussi servir de preuve de la citoyenneté luxembourgeoise.

## Exemptions de visas avec un passeport luxembourgeois
En janvier 2019, les citoyens luxembourgeois peuvent entrer sans visa préalable (soit absence de visa, soit visa délivré lors de l'arrivée sur le territoire) dans 186 pays et territoires pour des voyages d'affaires ou touristiques de courte durée. Selon l'étude de Henley & Partners, le Luxembourg est classé cinquième, à égalité avec l'Espagne en termes de liberté de voyages internationaux.

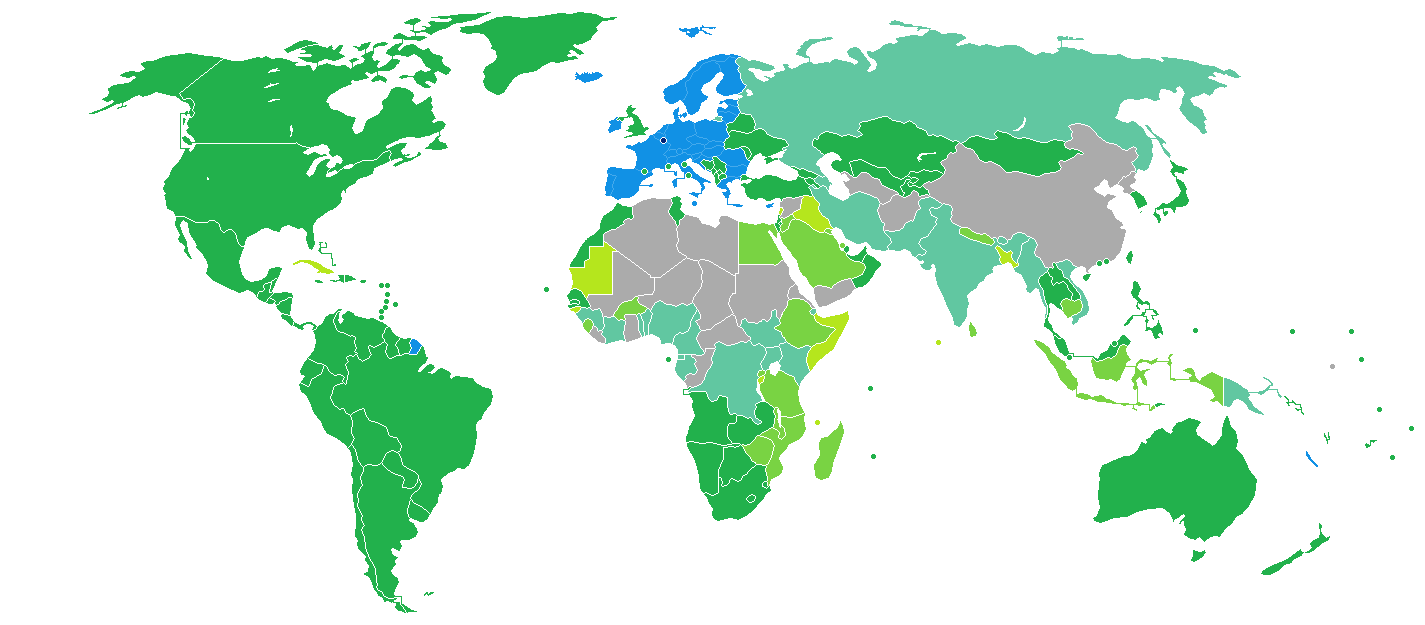
Luxembourg
Europe en liberté de mouvement
Visa non nécessaire
Visa à l'arrivée
Système de visa électronique
Visa électronique ou à l'arrivée
Visa requis avant l'arrivée

### Afrique
| Pays | Conditions d'accès | Commentaires | Documents requis | Accès sans passeport |
| ---- | ------------------ | ------------ | ---------------- | -------------------- |

### Amérique
| Pays | Conditions d'accès | Commentaires | Documents requis | Accès sans passeport |
| ---- | ------------------ | ------------ | ---------------- | -------------------- |

### Asie
| Pays | Conditions d'accès | Commentaires | Documents requis | Accès sans passeport |
| ---- | ------------------ | ------------ | ---------------- | -------------------- |

### Europe

#### Europe – Espace Schengen
Dans l'espace Schengen, il n'y a pas de contrôles aux frontières entre le Luxembourg et les autres pays européens ayant signé cette convention.
| Pays | Conditions d'accès | Commentaires | Documents requis | Accès sans passeport |
| --- | --- | ------------ | ---------------- | -------------------- |
| Union européenne dans Schengen Allemagne Autriche Belgique Bulgarie Croatie Chypre Danemark Espagne Estonie Finlande France Grèce Hongrie Italie Lettonie Lituanie Malte Pays-Bas Pologne Portugal République tchèque Roumanie Slovaquie Slovénie Suède | Pas de restrictions d'accès - EEE, UE et Espace Schengen Pas de restrictions d'accès pour les exceptions: Chypre Croatie Bulgarie Roumanie qui ont signé mais pas encore ratifié les accords de Schengen. | Pas de visa  |                  | Carte d'identité LU  |
| Islande | Pas de restrictions d'accès (EEE et Espace Schengen) | Pas de visa  |                  | Carte d'identité LU  |
| Liechtenstein | Pas de restrictions d'accès (EEE et Espace Schengen) | Pas de visa  |                  | Carte d'identité LU  |
| Norvège | Pas de restrictions d'accès (EEE et Espace Schengen) | Pas de visa  |                  | Carte d'identité LU  |
| Suisse | Pas de restrictions d'accès (Espace Schengen) | Pas de visa  |                  | Carte d'identité LU  |

#### Europe - UE non-Schengen
| Pays    | Conditions d'accès              | Commentaires | Documents requis | Accès sans passeport |
| ------- | ------------------------------- | ------------ | ---------------- | -------------------- |
| Irlande | Pas de restriction d'accès (UE) | Pas de visa  |                  | Carte d'identité LU  |

#### Europe - Autres
| Pays        | Conditions d'accès              | Commentaires | Documents requis | Accès sans passeport |
| ----------- | ------------------------------- | ------------ | ---------------- | -------------------- |
| Gibraltar   | Pas de restriction d'accès (UE) | Pas de visa  |                  | Carte d'identité LU  |
| Royaume-Uni | Pas de restriction d'accès (UE) | Pas de visa  |                  | Carte d'identité LU  |

### Océanie
| Pays | Conditions d'accès | Commentaires | Documents requis | Accès sans passeport |
| ---- | ------------------ | ------------ | ---------------- | -------------------- |